# Ophion telengai
Ophion telengai är en stekelart som beskrevs av Meyer 1935. Ophion telengai ingår i släktet Ophion och familjen brokparasitsteklar. Inga underarter finns listade i Catalogue of Life.